# Högås socken
Högås socken i Bohuslän ingick i Lane härad, ingår sedan 1971 i Uddevalla kommun och motsvarar från 2016 Högås distrikt.
Socknens areal är 19,35 kvadratkilometer, varav land 19,11. År 2000 fanns här 746 invånare. Orten Lanesund samt kyrkbyn Högås med sockenkyrkan Högås kyrka ligger i socknen. 

## Administrativ historik
Högås socken har medeltida ursprung. 
Vid kommunreformen 1862 övergick socknens ansvar för de kyrkliga frågorna till Högås församling och för de borgerliga frågorna bildades Högås landskommun. Landskommunen inkorporerades 1952 i Skredsviks landskommun som 1971 uppgick i Uddevalla kommun. Församlingen uppgick 2010 i Bokenäsets församling.
1 januari 2016 inrättades distriktet Högås, med samma omfattning som församlingen hade 1999/2000.  Socknen har tillhört samma fögderier och domsagor som Lane härad. De indelta soldaterna tillhörde Bohusläns regemente, Lane kompani.

## Geografi och natur
Högås socken ligger väster om Uddevalla på södra Bokenäset med Havstensfjorden och dess vik Svälte kil i sydost. Socknens har odlingsbygd vid fjorden och i dalar som omges av branta bergshöjder.
I sydöstra delen av socknen finns Havstensklippan med utsikt över Havstensfjorden och här finns dessutom vad som länge ansågs vara Europas största jättegryta, 8 meter i diameter.
Över den smalaste delen av Havstensfjorden, Nötesund, finns Nötesundsbron. På den går länsväg 160 som går från halvön Vindön på Orust till Sundsandvik.
Havstensfjorden är också socknens enda naturreservat. Det delas med Herrestads socken och ingår i EU-nätverket Natura 2000.

## Fornlämningar
Boplatser och en dös från stenåldern har påträffats. Från bronsåldern finns gravrösen. Från järnåldern finns ett gravfält samt storhögen Granhoge hög.

## Befolkningsutveckling
Befolkningen ökade från 311 1810 till 592 1840 då den var som störst under 1800-talet. Folkmängden sjönk sen till 560 1860 och steg därpå till 584 1880. Därefter sjönk den på nytt till 403 1950 och 1960 då den var som lägst under 1900-talet varpå den steg till 676 1990.

## Namnet
Namnet skrevs 1388 Haukaas(e) och kommer från kyrkplatsen. Efterleden innehåller ås och syftar på en sådan som löper genom bygden. Förleden innehåller troligen hök, 'hög, kulle' syftande på höjden där kyrkan är belägen.